# Don’t Stop the Music (Rihanna-Lied)
Don’t Stop the Music ist die vierte Single der barbadischen Sängerin Rihanna aus ihrem dritten Studioalbum Good Girl Gone Bad. Das Lied ist ein Up-tempo-/Dance-Song und wurde am 27. Dezember 2006 im US-amerikanischen Radio erstausgestrahlt. Der Verkauf der Single startete am 7. September 2007 in den USA. Der Song ist eine der kommerziell erfolgreichsten Produktionen von Rihanna und kam in vielen Ländern die Spitze der Charts.
2008 wurde der Song für den Grammy als beste Dance-Aufnahme nominiert, gewann ihn jedoch nicht.

## Komposition
Don’t Stop the Music ist ein schnelles, tanzbares Lied mit einer Länge von 4:27 Minuten. Es ist in der Tonart fis-Moll gehalten und hat ein Tempo von 120 Schläge pro Minute. Rihannas Tonumfang reicht von F♯3 bis A4. Der Song nutzt das Sample Mama-say, mama-sa, ma-ma-ko-ssa aus Michael Jacksons Hit Wanna Be Startin’ Somethin’ (1983). Der Abschnitt war wiederum ein Sample aus dem Song Soul Makossa von Manu Dibango von 1972. Im Jahr 2009 reichte Dibango eine Klage gegen Rihanna und Michael Jackson ein wegen des Sampelns seines Songs ohne seine Zustimmung (Dibango hatte zuvor Jackson direkt für Wanna Be Startin’ Somethin’ verklagt).

## Musikvideo
Das Musikvideo von Don’t Stop the Music wurde in BETs 106 & Park am 20. Juli 2007 uraufgeführt. Das Video wurde am Tag nach dem Dreh des Shut Up and Drive-Video im Club Radost in Prag, Tschechien gedreht. Regie führte Anthony Mandler. Zu Beginn des Videos steigt Rihanna mit zwei Freundinnen aus einem Taxi aus. Die drei betreten ein Süßwarengeschäft und schleichen durch eine Tür auf der Rückseite in einen geheimen Club. Der erste Vers beginnt mit Rihanna, die singend im Sanitärbereich des Clubs ihr Styling überprüft. Als sie das Badezimmer verlässt und den Club betritt, beginnt der Refrain. Der Rest des Videos zeigt, wie Rihanna und ihre Freunde im Club ausgiebig tanzen und feiern. Das Video wurde von Tina Landon choreografiert. Nolan Padilla aus Jennifer Lopez Reality-TV-Show Dancelife hatte einen Gastauftritt. Es erreichte Platz 2 in den MTV TRL-Charts und Platz 1 in den „Google-Music-Top-100-Videos“. Das Video erreichte bis Mai 2023 über 650 Millionen Klicks auf YouTube.

## Rezeption

### Verwendung
Der Song war der Opener bei Idol Gives Back am 9. April 2008, gesungen von den übrigen Teilnehmern von American Idol mit verschiedenen Tanzeinlagen. Er wurde auch auf der D&G-Modenschau auf der Mailänder Modewoche im Frühjahr/Sommer 2007 vorgestellt. Der Song wurde in Woche sieben von Dancing with the Stars von Kristi Yamaguchi und Mark Ballas benutzt. Der Song ist auch Teil der regelmäßigen Rotation auf WGN-TVs jährlicher Übertragung des Jerry Lewis MDA Telethon.

### Rezensionen
Viele Kritiker lobten Don’t Stop the Music, insbesondere für die vielfältigen Einflüsse aus Techno und House. Kelefa Sanneh von The New York Times gab an, es gelänge Rihanna, einen relativ harten Techno-Beat in etwas Ausgelassenes zu verwandeln. Tom Breihan von Pitchfork Media sagt: „Stargate ist zuständig für den besten Track auf dem Album, ‚Don’t Stop the Music‘, ein erstaunliches Stück Synthie-Bass-Euroclub-Wahnsinn, zumindest bis zur ersten Hälfte. Dann sampelte sie mamasay-mamasas aus Michael Jacksons ‚Wanna Be Startin' Somethin'‘ und schafft es, nahtlos in einen starken Beat überzugehen.“ Quentin B. Huff von PopMatters sagt: „Das Michael Jackson-Sampling bei ‚Don't Stop the Music‘ … inspiriert die Art den Hintern auf der Tanzfläche zu schütteln, vor allem, wenn man dazu ‚ma ma say, ma ma SAH, ma ma koo SAH‘ von Michael Jackson singt.“ Sal Cinquemani von Slant Magazine vergleicht Don’t Stop The Music mit der 2006 erschienenen Single SOS (Rescue Me), die ebenfalls an Michael Jacksons Wanna Be Startin’ Somethin’ erinnere.

## Kommerzieller Erfolg

### Chartplatzierungen
| ChartsChartplatzierungen       | Höchstplatzierung | Wochen |
| ------------------------------ | ----------------- | ------ |
| Deutschland (GfK)              | 1 (43 Wo.)        | 43     |
| Österreich (Ö3)                | 1 (32 Wo.)        | 32     |
| Schweiz (IFPI)                 | 1 (55 Wo.)        | 55     |
| Vereinigte Staaten (Billboard) | 3 (30 Wo.)        | 30     |
| Vereinigtes Königreich (OCC)   | 4 (38 Wo.)        | 38     |

| ChartsJahrescharts (2007) | Platzierung |
| ------------------------- | ----------- |
| Deutschland (GfK)         | 12          |
| Österreich (Ö3)           | 15          |
| Schweiz (IFPI)            | 10          |

| ChartsJahrescharts (2008)      | Platzierung |
| ------------------------------ | ----------- |
| Deutschland (GfK)              | 38          |
| Österreich (Ö3)                | 41          |
| Schweiz (IFPI)                 | 20          |
| Vereinigte Staaten (Billboard) | 17          |
| Vereinigtes Königreich (OCC)   | 24          |

### Auszeichnungen für Musikverkäufe
| Land/Region                  | Auszeichnungen für Musikverkäufe (Land/Region, Auszeichnung, Verkäufe) | Verkäufe  |
| ---------------------------- | ---------------------------------------------------------------------- | --------- |
| Australien (ARIA)            | 5× Platin                                                              | 350.000   |
| Belgien (BRMA)               | Platin                                                                 | 50.000    |
| Brasilien (PMB)              | Diamant                                                                | 250.000   |
| Dänemark (IFPI)              | 2× Platin                                                              | 180.000   |
| Deutschland (BVMI)           | 5× Gold                                                                | 750.000   |
| Finnland (IFPI)              | Gold                                                                   | 6.194     |
| Frankreich (SNEP)            | —                                                                      | 210.000   |
| Italien (FIMI)               | Platin                                                                 | 100.000   |
| Kanada (MC)                  | —                                                                      | 146.000   |
| Neuseeland (RMNZ)            | 4× Platin                                                              | 120.000   |
| Schweden (IFPI)              | Platin                                                                 | 40.000    |
| Spanien (Promusicae)         | 6× Platin                                                              | 120.000   |
| Vereinigte Staaten (RIAA)    | 6× Platin                                                              | 6.000.000 |
| Vereinigtes Königreich (BPI) | 2× Platin                                                              | 1.200.000 |
| Insgesamt                    | 2× Gold · 29× Platin · 1× Diamant ·                                    | 9.522.194 |

Hauptartikel: Rihanna/Auszeichnungen für Musikverkäufe